# Matic Benedik
Matic Benedik (* 2. März 1993) ist ein ehemaliger slowenischer Skispringer.

## Werdegang
Benedik gab sein internationales Debüt im März 2008 bei FIS-Juniorenwettbewerben in Bois-d’Amont. Im September 2009 startete Benedik für zwei Springen in Einsiedeln im Skisprung-Alpencup, bevor er ab Februar 2010 im FIS-Cup startete. Bei den Slowenischen Meisterschaften im Skispringen 2011 in Kranj erreichte er mit der Mannschaft die Bronzemedaille. Am 2. Oktober 2011 gelang Benedik in Oberwiesenthal im Rahmen des Alpencups mit dem zweiten Platz erstmals eine Podestplatzierung. Bei den Slowenischen Meisterschaften im Skispringen 2012 in Kranj gewann er mit der Mannschaft, zu der auch Tomaž Naglič gehörte, die Silbermedaille. Im September 2012 gab er sein Debüt im Rahmen des Skisprung-Continental-Cups in Klingenthal. Nach einem 51. Platz im ersten Springen und der Disqualifikation im zweiten Springen fand sich Benedik nach dem Wettbewerb erneut im Kader des Alpencups wieder. Nach drei Top-10-Platzierungen in Folge kam Benedik im Dezember 2012 zurück in den Continental Cup, wo er mit Platz 24 in Engelberg auf Anhieb in die Punkteränge sprang. Im Januar 2013 konnte er in Planica ein Springen im Alpencup gewinnen und im zweiten Springen den zweiten Platz erreichen.
Bei den Nordischen Junioren-Skiweltmeisterschaften 2013 in Liberec wurde Benedik 35. von der Normalschanze. Nach der Junioren-WM verpasste er im Continental Cup in Planica mit dem vierten Platz nur knapp das Podium. Am 9. Februar 2013 sprang er auf dem Pine Mountain Jump in Iron Mountain erstmals mit dem zweiten Platz auf das Podium im Continental Cup. Vier Tage zuvor hatte er bereits erneut Silber bei den Slowenischen Meisterschaften im Skispringen 2013 mit der Mannschaft gewonnen. Im Einzel verpasste er das Podium mit dem vierten Platz nur knapp.
Am Ende der Saison 2012/13 belegte er den dritten Rang in der Continental-Cup-Winter-Gesamtwertung. Es blieb jedoch sein einziges Jahr mit diesem Erfolg in dieser Serie. Nach dem Saisonende im Continentalcup reiste er mit dem Weltcup-Kader nach Skandinavien und nahm in Lahti, Kuopio, Trondheim und Oslo an den Qualifikationen zu den Springen im Skisprung-Weltcup teil. Teilweise gelang ihm diese, jedoch blieb er in allen Wettbewerben ohne Punkteerfolg. Auch beim Skifliegen zum Saisonfinale in Planica nahm er an der Qualifikation teil, scheiterte aber als 33. knapp. Seit dem Winter 2013/14 startet Benedik wieder überwiegend im FIS-Cup.

## Statistik

### Continental-Cup-Platzierungen
| Saison  | Platz | Punkte |
| ------- | ----- | ------ |
| 2012/13 | 10.   | 651    |

### FIS-Cup-Platzierungen
| Saison  | Platz | Punkte |
| ------- | ----- | ------ |
| 2009/10 | 144.  | 027    |
| 2010/11 | 120.  | 049    |
| 2013/14 | 029.  | 156    |
| 2014/15 | 184.  | 012    |
| 2015/16 | 145.  | 019    |